# Campionato oceaniano maschile di pallacanestro 2003
Il 17º campionato oceaniano maschile di pallacanestro FIBA (noto anche come FIBA Oceania Championship 2003) si è svolto dal 1º al 4 settembre 2003 in Australia.
I campionati oceaniani maschili di pallacanestro sono una manifestazione biennale tra le squadre nazionali del continente, organizzata dalla FIBA Oceania. Storicamente questo torneo è disputato dalle sole nazionali dell'Australia e della Nuova Zelanda.

## Squadre partecipanti
- Australia
- Nuova Zelanda

## Gare
| Data         | Squadra       | Punteggio | Squadra       | Serie           |
| 1º settembre | Australia     | 79 - 66   | Nuova Zelanda | 1 - 0 Australia |
| 3 settembre  | Nuova Zelanda | 76 - 90   | Australia     | 0 - 2 Australia |
| 4 settembre  | Australia     | 84 - 75   | Nuova Zelanda | 3 - 0 Australia |

## Campione
Australia
(14º titolo)

## Formazione campione
Australia4 Ronaldson, 5 Black, 6 Mackinnon, 7 Andersen, 8 Rillie, 10 Smith, 11 Heal, 12 Saville, 13 Anstey, 14 Nielsen,        All. -